# かとうかおる
かとう かおる（9月15日 - ）は、日本の男性声優。以前はTABプロダクションに所属していた。愛知県出身。

## 出演作品

### ゲーム
2003年
- ガイザード〜僕らは想いを身に纏う〜（白銀秋爾）
- ガイザード・シャッフル〜僕らは想いを解き放つ〜（白銀秋爾）

2005年
- 蚊とりアタック（ギャング、力持ちの男）
- ドジョッ子つかみ（ガンコ爺、力持ちの男）

2006年
- 今日からマ王!〜おれさまクエスト〜（兵士、コンラッド部下）

2007年
- グリムグリモア（シャーリー）

2009年
- 探偵 神宮寺三郎 灰とダイヤモンド（神宮寺三郎）

### 吹替え
- シャークトパス（サントス〈ゴンザレス・エスパーザ〉）
- ハロウィン4 ブギーマン復活（サム・ルーミス医師（ドナルド・プレザンス）※DVD版
- ハロウィン5 ブギーマン逆襲（サム・ルーミス医師（ドナルド・プレザンス））※DVD版

### ドラマCD
- ガイザード・ラジオ 〜僕らの想いが響きだす〜（白銀秋爾）
- ガイザード・ラジオ 〜僕らの想いは感度良好!〜（白銀秋爾）
- ガイザード・ラジオ 〜僕らの想いが聴こえてくる（白銀秋爾）